# Бакланово (деревня, Москва)
Бакла́ново — деревня в Троицком административном округе Москвы (до 1 июля 2012 года была в составе Подольского района Московской области). Входит в состав поселения Вороновское.

## Население
| 1859 | 1890 | 1899 | 1926 | 2002 | 2006 | 2010 |
| ---- | ---- | ---- | ---- | ---- | ---- | ---- |
| 158  | ↗198 | ↘114 | ↗144 | ↘2   | ↘0   | ↗51  |

Согласно Всероссийской переписи, в 2002 году в деревне проживали 2 женщины. По данным на 2005 год в деревне не было постоянного населения.

## География
Деревня Бакланово расположена в центральной части Троицкого административного округа, на левом берегу реки Мочи примерно в 23 км к юго-западу от центра города Подольска. В километре к западу от деревни проходит Калужское шоссе А130, в 4 км к югу — Варшавское шоссе, в 6 км к северу — Московское малое кольцо А107.
В деревне 6 улиц — Заречная, Ивовая, Луговая, Осенняя, Полевая и Центральная, приписано садоводческое товарищество. Ближайшие населённые пункты — деревни Бабенки, Филино и Ворсино.

## История
В «Списке населённых мест» 1862 года — владельческая деревня 1-го стана Подольского уезда Московской губернии по левую сторону старокалужского тракта, в 23 верстах от уездного города и 4 верстах от становой квартиры, при реке Моче и колодце, с 16 дворами и 158 жителями (83 мужчины, 75 женщин).
По данным на 1899 год — деревня Вороновской волости Подольского уезда с 114 жителями.
В 1913 году — 38 дворов.
По материалам Всесоюзной переписи населения 1926 года — деревня Беляевского сельсовета Вороновской волости Подольского уезда в 1,6 км от Калужского шоссе и 20,3 км от станции Столбовая Курской железной дороги, проживало 144 жителя (73 мужчины, 71 женщина), насчитывалось 27 крестьянских хозяйств.
1929—1946 гг. — населённый пункт в составе Красно-Пахорского района Московской области.
1946—1957 гг. — в составе Калининского района Московской области.
1957—1963, 1965—2012 гг. — в составе Подольского района Московской области.
1963—1965 гг. — в составе Ленинского укрупнённого сельского района Московской области.